# Десятиточечная коровка
Коровка десятиточечная (лат. Adalia decempunctata) — вид жуков из подсемейства Coccinellinae семейства божьих коровок. Видовое название указывает на десять точек, расположенных на надкрыльях. Однако точек на теле имаго может быть до 15, а иногда они вообще могут отсутствовать.

## Биология
Имаго зимуют в павшей листве. Питаются тлями, которых находят на деревьях и кустарниках.

## Распространение
Вид, обычный для Палеарктики. Встречается в Европе (в том числе в Европейской части России, Белоруссии, Молдове, на Украине), на Кавказе, в Западной Азии и Сибири, в Северной Африке.